# 羅斯鎮區 (堪薩斯州奧斯伯恩縣)
羅斯鎮區（英語：Ross Township）為美國堪薩斯州奧斯伯恩縣轄下的鎮區。2010年美国人口普查中該鎮區人口有994人。

## 地理
羅斯鎮區涵蓋總面積為92.6平方（35.8平方英里），其中91.88平方（35.48平方英里）為陸地，0.72平方（0.28平方英里）或0.78%為水域。海拔高度462（1,516英尺）。

## 人口統計
根據2010年美國人口普查，羅斯鎮區人口有994人，住房555戶，人口密度為10.73人/每平方公里。此鎮區居民之種族中，白人有968人，非裔美國人有2人，美洲原住民有10人，亞裔美國人有5人，太平洋島裔美國人有0人，其他種族有0人，混血種族則有9人。此外此鎮區有9人為西班牙裔或拉丁裔美國人。

## 交通

### 主要公路
- 24號美國國道
- 181號堪薩斯州州道